# Athina III
M/Y Athina III, tidigare Meduse, är en motoryacht tillverkad av Feadship i Nederländerna. Hon levererades 1996 till sin dåvarande ägare Paul Allen, medgrundare till Microsoft. Athina III designades av De Voogt Naval Architechts medan McMillen Design designade interiören. Motoryachten är 60,6 meter lång och har en kapacitet på 12 passagerare fördelat på sex hytter. Den har en besättning på 15 besättningsmän och en helikopter.
2016 sålde Allen motoryachten för $25 miljoner, när den lades ut till försäljning fyra år tidigare var priset på $34,5 miljoner. Efter försäljningen blev den omdöpt till det nuvarande namnet.